# Majdan (Mrkonjić Grad)
Majdan (szerbül: Мајдан) falu Bosznia-Hercegovinában, Bosanska krajina területén, a Szerb Köztársaságban, Mrkonjić Grad községben.

## Fekvése
Bosznia-Hercegovina közép-nyugati részén, Banja Lukától légvonalban 44, közúton 64 km-re délre, községközpontjától légvonalban 6 km-re, közúton 9 km-re délkeletre, Jajcától légvonalban 11 km-re, közúton 15 km-re északnyugatra, a Dinári-hegységben, a Lisina gora alatt, Oćune és Čirakovac között található. Áthalad rajta a Jajcáról Bihácsra menő főút.

## Népessége
| Nemzetiségi csoport | Népesség 1991 | Népesség 2013 |
| ------------------- | ------------- | ------------- |
| Szerb               | 409           | 355           |
| Bosnyák             | 17            | 3             |
| Horvát              | 507           | 72            |
| Jugoszláv           | 23            | 0             |
| Egyéb               | 7             | 2             |
| Összesen            | 946           | 429           |

## Története
A Crna rijeka környékén, ahol a mai Majdan is található, már az illírek idejében megindult a vastermelés. A régészek megállapították, hogy a bányászati és olvasztási tevékenység még a római korban is folytatódott ezen a vidéken. A határához tartozó Gradinában aknákat és a régi bányászat és kohászat egyéb nyomait fedezték fel. A bányászati tevékenységgel együtt itt egy római település is keletkezett. Magán Majdanban egy késő ókori templom került elő két feliratos kőtöredékkel. A Gradina nevű magaslaton egy, a vaskorban emelt és a rómaiak által újjáépített erődítmény maradványai találhatók. Az itteni élénk társadalmi életről tanúskodnak a területén talált római pénzérmék.
A Banja Luka és Mrkonjić Grad közötti hegyvidék a középkori zemljaniki plébániához tartozott, amelyet II. Prijezda bosnyák bán 1287-ből származó oklevele említ. Zmijanje a Jajcától északra fekvő Orbász völgye várainak elesésével 1527-1528-ban került oszmán uralom alá. Az 1540-ig tartó első időszakban ezt a területet a Bródi kádilukhoz tartozó Vrhovina náhijéhez csatolták, majd az 1535-1540 közötti időszakban, amikor az oszmánok átkeltek a Száván, Zmijanje a Boszniai szandzsákba tartozó Kobaši kádilukhoz tartozott. A helyzet lecsendesedésével a Zmijanje náhije különvált. Először az 1541-es defterben említik a Kobaši kádiluk részeként. 1592-től a Banja Luka-i kádilukban volt. Az oszmán uralom első éveiben a Zmijanje náhije magába foglalta a Vrbas és a Szana folyók közötti teljes területet, valamint délen a Mrkonjić Grad feletti Kozare, Dimitor és Lisina hegyeket. Kicsit később a Trijebovoi náhije, mely Mrkonjić Grad környékén feküdt, levált róla. Egyes adatok szerint a 16. század közepétől származó összeírásokban szereplő lakosok ortodoxok voltak.
A falu 1878-ig tartozott az Oszmán Birodalomhoz, majd az Osztrák-Magyar Monarchia része lett. 1879-ben az első osztrák-magyar népszámlálás során Majdan községben 109 házat, 1278 ortodox szerb és 407 katolikus horvát lakost számláltak. A község Cirakovac, Jelić, Majdan és Šimunovci településeket foglalta magában. 1910-ben a községben 267 házat, 684 ortodox szerb és 676 katolikus horvát lakost számláltak. Ekkor Barine, Cirakovac, Jelić, Lovrići, Oćune, Suhodo, Točiona, Travarevac és Zagradina falvak tartoztak ide. A monarchia szétesésével 1918-ben előbb a Szerb-Horvát-Szlovén Királyság, majd 1929-től a Jugoszláv Királyság része. 1921-ben 255 házat és 1221 lakost számláltak itt. 1945-től a szocialista Jugoszlávia része volt. Jugoszlávia megszállása után a falu a Független Horvát Állam (NDH) része lett, majd nem sokkal ezután megkezdődött a szerb lakosság lázadása az új hatalommal szemben, melyet a szerbek elleni usztasa támadások követtek.
A településen az 1991-es népszámlálás adatai szerint 946-an éltek. A település 1995 szeptemberéig a boszniai szerb katonai egységek ellenőrzése alatt állt. Lakossága a horvát hadsereg közeledtére elmenekült. A boszniai háborút lezáró daytoni békeszerződés rendelkezése alapján az ország területét felosztották a Bosznia-hercegovinai Föderáció és a boszniai Szerb Köztársaság között, ennek során a település a Boszniai Szerb Köztársasághoz és Mrkonjić Grad községhez került.

## Nevezetességei
- Szent Nikola Tavelić tiszteletére szentelt római katolikus temploma. Majdan községben 1914-ben építették fel a Szent Mihály arkangyal tiszteletére szentelt templomot. A most ott álló a Szent Nikola Tavelić templom 1973-ban épült. 1995-ben felgyújtották, de nem égett le teljesen, ezért újjáépítették. Ezen a helyen már a 16. században említenek templomot és közelében a római korból származó régészeti leletek is találhatók, ami a kereszténység folyamatos jelenlétéről beszél ezen a területen a kezdetektől napjainkig. Az itteni katolikusok a Mrkonjić Grad-i plébániához tartoznak. 1995-ben a híveknek el kellett hagyniuk otthonaikat, de később közülük néhányan visszatértek.[9] 2013-ban mindössze 72 katolikust számláltak a faluban, ahol a boszniai háború előtt még többségben volt.

- Crkvina – római település és késő ókori templom maradványai. A római kerámiák, téglák, fémtárgyak és sírok a Jošavka-patak mentén találhatók. A patak bal partján 1891-ben és 1892-ben V. Radimsky késő ókori templom alapfalait ásta ki. Mérete a hajóval, az apszissal és az oldalterekkel együtt 22,2 x 16,6 méter volt. A templomot téglából, tört kőből és travertinből építették. Több részén megmaradt az eredeti, színezett vakolat is. Az ásatás során több oszlopfő és egy Jupiternek szentelt oltár töredéke is előkerült. Az itteni római bányásztelepülés temploma lehetett, melyet az 1. és a 6. század között laktak.[4] A Jošavka-patak bal partján a romokat körülvevő mezők legalább két hektáros területet fednek le tele szétszórt római faltöredékekkel, tetőcserepekkel, valamint vassalakdarabokkal.[10]

- Cirakovac navű településrészén római pénzérmék, II. Faustina császárné két denáriusa került elő a 2. századból.[4]

- Gradina – őskori és római kori erőd maradványai, melyek a Gradina nevű domináns hegytetőn találhatók. Az őskori részek többnyire elpusztultak, de később a rómaiak habarcsba rakott kőfalakkal új erődítményt emeltek a helyén. Korát a vaskorban és a római korban határozták meg.[4]